# Bulbul-ocráceo
Bulbul-ocráceo  (Alophoixus ochraceus) é uma espécie de ave da família Pycnonotidae.
Pode ser encontrada nos seguintes países: Brunei, Camboja, Indonésia, Malásia, Myanmar, Tailândia e Vietname.
Os seus habitats naturais são: florestas subtropicais ou tropicais húmidas de baixa altitude e regiões subtropicais ou tropicais húmidas de alta altitude.